# ОШ „Биса Симић” Велика Крсна
Основна школа „Биса Симић“ у Великој Крсни основана је решењем ПН902 Попечитељства просвештенија 23. августа 1851. године. Главни управитељ основних школа Петар Радовановић , за првог учитеља поставио је младог свршеног богослова Јакова Крупежевића, за плату од 50 талира. Пошто школска зграда није постојала настава је одржавана у кући учитељевог оца месног пароха Матеје Крупежевића, све до 1856 године, када се школа сели у зграду мировног суда.

## Порекло назива школе
Године 1958. године школа у Великој Крсни добиће своје име које ће задржати до данас. Наиме, њен пун назив гласиће Основна школа "Биса Симић" са средиштем у Великој Крсни. Име ће добити по учитељици Биси Симић која је у овој школи служила од 1928.-1938.године, а као сарадник НОП-а у пролеће 1943. године претучена, а неколико месеци касније (18.09.) убијена у Младеновцу. Прва прослава дана школе организована је 17.маја 1959. године када је откривена Спомен- плоча Биси Симић у школи у присуству чланова њене породице, представника Среза, општине, Велике Крсне и суседних школа. Како је још записано за госте је приређен академски програм од стране ученика и изложба ђачких радова. Након програма гости су угошћени скромном закуском, а средствва су обезбеђена од прихода са приредбе наставника за грађанство и помоћи фудбалског клуба у селу. Од тада дан школе се слави сваке године 18.маја, на Бисин рођендан.

## Историјат школе
У анале школства Србије, Крсна и њена школа ући ће 1869. године. Тада је у буџету општине Велика Крсна унета ставка да се "за потребе ученика бесплатно купују књиге, свеске, хартије, пера, мастило, оловке и све што му као ђаку треба", чиме се по први пут у Србији, у пракси остварује идеја о бесплатном школовању. 1929. године сазидане су две школске зграде и Крсна добија западну школу(централна) и источну ("Влајићи"). 1945. године Крсна добија школску зграду и у засеоку Белуће. Школске 1952/53 школа у Крсни постаје осмолетка. Име "Биса Симић" добија 1958. године по учитељици која је у школи радила од 1928. до 1938. године. Данашња зграда школе завршена је 1992. године. У школи је запослено 44 радника и школу похађа 321 ученик у 17 одељења.
Од школске 2001/02 уведена је информатика као изборни предмет, а опрему су купили родитељи ученика.
У школи се изучавају три страна језика: енглески, немачки и руски.

## Васпитна функција
Васпитна функција требало је да се огледа, нарочито у ваннаставним активностима: разне секције, друштвене организације, друштвено-користан рад, ђачка задруга, зидне новине, одељенске заједнице и друго. И називи појединих предмета требало је да назначе њихову васпитну функцију те су такву одреднцу и добили ( музичко, ликовно и физичко васпитање). Како је у Закону и наведено, циљ је био да кроз наставне и ваннаставне садржаје ученик искаже свој таленат за спорт, глуму, музичко, ликовно стваралаштво али да допринесе развоју дружељубља, толерантности у колективу, патриотизма, сузбијању и каналисању негативних емоција, стицању самосталности у раду, успостављању поверења и блискости наставника-ученика, али и на стицању практичних знања самоправљење као идеолошким моделом управљања друштвом.

## Предмети у настави
Редовна настава у нижим разредима била је заступљена предметима:
- Српско-хрватски језик
- Математика
- Познавање природе (III и IV)
- Познавање друштва (III и IV)
- Музичко васпитање (I-IV)
- Физичко васпитање (I-IV)
- Ликовно васпитање (I-V)
- Ото (IV)

У вишим разредима поред српско-хрватског, математике и страног језика (V-VIII )разреда, као и ликовног, физичког и музичког васпитања, такође од V-VIII разреда, у петом разреду се учило познавање природе, које је од VI-VIII замењивано биологијом и познаваљем друштва које је од IV-VIII замењивано историјом, географија се учила од VI-VIII, физика и хемија од VII-VIII. Уместо ручног рада уведено је ОТО (V-VIII). Овакав распоред предмета почео се примењивати школске године 1959.-1960. када је уведен институт превођења ученика са једном и две недовољне оцене у нижим разредима.

## Галерија
- Основна школа Биса Симић у Великој Крсни
- Споменик у дворишту основне школе Биса Симић
- Двориште у школи
- Основна школа Биса Симић у Великој Крсни
- Школско игралиште у основној школи Биса Симић